# История на Древен Египет
Древен Египет е многовековна държава, разположена в Североизточна Африка по долното течение на река Нил. Историята на Древен Египет обхваща периода от ранните додинастични териториални образувания до завладяването от Римската империя в 30 г. пр.н.е.

## Додинастичен период
Счита се, че Египет е населяван от хора от преди повече от 250 хил. години. С „Додинастичен период на Египет“, в египтологията се обозначава историческата епоха преди създаването на династиите през 4 хилядолетие пр.н.е.
През ок. 4000 г. пр.н.е. от множество малки териториални образувания – номи, възникват две големи политически обединения – Горен и Долен Египет (със столици в Йераконопол и Буто). Създаването на единна държава се приписва на управника на Горен Египет Менес. Столица на обединената държава става град Мемфис, намиращ се в южната част на делтата на р. Нил. Първите паметници, написани с египетски йероглифи, се отнасят към края на четвъртото и началото на 3-тото хилядолетие пр.н.е.
В 30 – 28 век пр.н.е. започват стълкновения със съседните племена: кушити (нубийци) – на юг, с либийци – на запад и номадите от Синайския полуостров – на североизток.
Единството на Древния Египет се въплъщавало във властта на фараоните – неограничени властелини на цялата страна. Фараонът бил глава на култа към всички богове в Древния Египет, като самият той е бил считан за бог. Израз на това става строителството през периода на пирамидите – гробници на фараоните Джосер, Снефру, Хеопс (Хуфу), Хефрен (Хафра) и Микерин (Менкаур). Нараства значението на хелиополския култ към бога слънце Ра, а фараоните се наричали негови синове.

## Старо царство
Към средата на 3 хил. пр.н.е. Египет навлязъл в нова епоха. Огромната власт на владетелите от III династия им позволили да създадат грандиозни архитектурни паметници. Фараонът Джосер издигнал първата монументална каменна постройка в човешката история. Но най-величествената пирамида издигнал на платото Гиза фараонът Хеопс. Пирамидата на египетския владетел била негова гробница. Смятало се, че тя не само ще съхрани тялото му, но и ще му позволи като по огромна „каменна стълба“ да се възнесе на небето сред боговете.

## Средно царство
В условията на дълбока политическа, стопанска и социална криза, обхванала Египет по време на Първия преходен период, постепенно се зараждала тенденцията за ново политическо обединение. В тази епоха най-значителен център в северната част на страната станал разположеният южно от Мемфис Хераклеопол (на египетски Нен – Несут), главен град на XX горноегипетски ном. Независимите владетели на Хераклеопол не признавали властта на мемфиските царе и провъзгласили себе си за фараони (IX и X династия на Манетон). Още основателят на IX хераклеополска династия Хети (или Ахтой) I повел в средата на XXII век пр.н.е. активна борба с номадите-нашественици и независимите египетски номарси, като тази политика се запазила и при неговите наследници, които постепенно подчинили на властта си по-голямата част на Делтата и северните райони на Горен Египет.
Но хераклеополските царе не успели да обединят под властта си целия Египет. На юг се издигнал друг обединителен център – Тива (на египетски Уасет), владетелите на която подчинили на властта си съседните горноегипетски номи и също се провъзгласили за фараони (XI династия). След дълги и ожесточени борби между двете царства, около 2040 пр.н.е. тиванският цар Ментухотеп II успял да разгроми Хераклеопол, присъединил севера и поставил началото на Средното царство – нов период на политическо единство и централизация, на стопански и културен разцвет, продължил около 250 години (XX – XVII век пр.н.е.). През това време управлението било в ръцете на фараоните от XI и XII династия.
Новото политическо обединение на Египет позволило да бъде възстановена и усъвършенствана единната иригационна система в долината на Нил и по този начин да се стабилизира селското стопанство като основа на икономиката на страната. Значително било развитието на занаятите – каменоделство, металургия и металообработване, дърводелство, тъкачество и много други. В тази епоха била окончателно усвоена и въведена в масовата практика технологията на бронза; замяната на каменните и медните оръдия на труда с по-твърди и качествени оръдия от бронз подтикнало общото развитие на производителните сили. Усвоено било и производството на стъкло. Голяма развитие получила и търговията както вътре в страната, така и далече извън нейните предели. Египет търгувала с Нубия, Либия, Синай, Крит, Източното Средиземноморие (Финикия, Палестина, Сирия), Месопотамия и Пунт (Екваториална Африка).
Номовата аристокрация запазва значителна част от своите привилегии, от политическото си и стопанско могъщество. Често предавали властта си по наследство, образувайки местни династии.
Много често в документите от това време се споменават робите. Те се третират като част от имуществото, могат да се купуват и продават. Основният източник на роби били грабителските военни походи в съседните страни. Това са робите военнопленници или баку. Има и друг вид роби – трудовото население в царското стопанство, в големите храмови комплекси и в именията на различни частни лица, наричани „царски роби“ или хему нисут. Те не можели да бъдат купувани и продавани; имали свое лично стопанство, дом, семейство и известни права. Всички те били трайно обвързани с упражняването на определена професия – били земеделци, скотовъдци, градинари, рибари, слуги, готвачи, певци, музиканти и т.н. Има и свободни и независими от царското стопанство хора, наричани неджес („нищожни“, „малки“) – дребни земеделци, скотовъдци, рибари, занаятчии, търговци и др. От масата на свободните производители постепенно започнала да се издига една забогатяла върхушка от хора с незнатен произход, наричани „силни неджеси“. За да им се противопоставят, фараоните от XI и XII династия им давали висши постове в административния апарат – по този начин тази нова привилегирована прослойка стават лично задължени на фараона и са готови да подкрепят властта му.
Опора на централната власт била и мощната царска армия. Особено активна била военната политика на могъщите фараони от XII династия, при продължителното управление на които (около 1991 – 1786 г. пр.н.е.) Средното царство изживяло своя най-голям икономически, политически и културен разцвет. Основателят на династията Аменемхет I водил редица агресивни войни в Палестина, Либия и Нубия, като завоевателната външна политика достигнала своя апогей през XIX век пр.н.е., когато Сенусрет III присъединил към Египет Нубия.
Фараоните от XII династия никога не успели да постигнат такава степен на власт, каквато имали деспотите от Старото царство. Те трябвало да се съобразяват с номовата аристокрация, с влиятелното жречество, с неспокойните народни маси.
През XVII в. пр.н.е. Египет отново се разпаднал, първоначално на две части (XIII династия в Тива и XIV династия в Ксоис в Долен Египет), и постепенно навлязъл в т.нар. Втори преходен период. Причините за това са както вътрешната нестабилност и династическите борби, така и нашествието на хиксосите. Те били номадски племена, завладели по-голямата част от Делтата и района на Мемфис и в продължение на около 150 години периодически подлагали на грабеж останалите египетски земи (XV и XVI „хиксоски“ династии).

## Ново царство
Начело на борбата срещу нашествениците застават владетелите на Тиванския ном, които успяват да наложат властта си над южната част на страната (XVII династия).
Едва през първата половина на XVI в. пр.н.е. хиксосите са окончателно разбити и прогонени от Яхмос (Амосис) I, който се смята за основател на XVIII династия и на Новото царство (1567 г. пр.н.е.). Тива отново се утвърдила като столица на египетската държава, управлявана от фараоните от XVIII, XIX и XX династия в продължение на около 500 години (от XVI до XI в. пр.н.е.).
Възстановяването на държавното единство и укрепването на централната власт срещнало съпротивата на старата номова аристокрация, но фараоните се справили с недоволството с помощта на армията и служебната аристокрация от незнатен произход. Египет се превърнал в мощна военна държава, благодарение на огромната си армия с бойни колесници и многобройни отряди, благодарение на могъщия си флот.
Фараоните от XVIII династия водели постоянна, агресивна, завоевателна политика, за да задоволят жаждата на войската и служебната аристокрация за повече почести и награди, както и за да осигурят верността им. Въпреки нарасналото количество на робите в египетското стопанство (поробени по време на военните походи), основни производители на материални блага си оставали милионите безправни местни селяни и занаятчии, чието положение не претърпяло промени през вековете.
В края на XVI и началото на XV в. пр.н.е. мирното управление на една жена фараон – царица Хатшепсут – осигурява двадесетгодишно прекъсване на непрестанните войни. След Хатшепсут на престола идва най-войнственият фараон от XVIII династия – Тутмос III. Огромните богатства, които се стичат от всички краища на страната в столицата Тива, позволяават на Тутмос III и неговите наследници да разгърнат грандиозна строителна дейност.
През XIV в. пр.н.е. в Египет има вътрешни трудности по време на управлението на Аменхотеп III – номовата аристокрация и жречеството отново се опълчват срещу силната централна власт. Недоволството е оглавено от жреците в светилището на Амон-Ра в Тива. За да подкопае тяхното опасно влияние, Аменхотеп IV провежда религиозна реформа, с която налага култа към ново върховно божество – слънчевият бог Атон. Приема името Ехнатон („Угоден на Атон“) и заедно с жена си Нефертити, напуска Тива и строи нова столица – Ахетатон. Но след смъртта на Ехнатон, неговите противници вземат връх и неговият наследник Тутанкамон е принуден да се върне в Тива и да възстанови всички привилегии на жреците на Амон.
Вътрешните борби водят до временно отслабване на Египет, който през XIV в. пр.н.е. загубва повечето от външните си владения. Нов период на разцвет и военно могъщество настъпва през XIII в. пр.н.е. при управлението на фараоните от XIX династия и особено при управлението на Рамзес II.
При последните владетели от XIX династия и във времето на XX династия (края на XIII – началото на XI в. пр.н.е.) постепенно настъпва залезът на най-блестящия период на египетската цивилизация. При следващите династии, в епохата на т.нар. Късно царство, Египет напълно загубва някогашното си политическо могъщество и се превръща в обект на агресия на съседните народи – либийци и древните етиопи. През VII в. пр.н.е. той попада временно под властта на Асирия, а в 525 г. е присъединен към Персийската империя на Ахеменидите.